# 治安フォーラム
『治安フォーラム』（ちあんフォーラム）は、立花書房が発行している日本の警察官向けの月刊誌で、国内外の治安情勢に関する情報を掲載している。
同社の創立50周年記念刊行として、1995年1月に創刊された。国外情勢としては、北朝鮮、中国、ロシア、国際テロ、対日有害活動などが取り上げられており、国内情勢としては、日本共産党、オウム真理教や過激派などが取り上げられている。
警視庁公安部の情報が掲載されているとされ、記事の論調は公安警察の視点に立っている。当誌にしか登場しない執筆者もおり、公安警察官が変名で書いていると言われているが、執筆陣の詳細や部数は非公開である。
一般の書店ではほとんど売られていないが、警察官でなくとも取り寄せや定期購読は可能で、新宿の模索舎や一部の大手書店では手に取って買うことが可能である。